# Séileu
Séileu è un comune e sottoprefettura della Costa d'Avorio del dipartimento di Danané nel distretto di Montagnes.